# Red Hill, Pennsylvania
Red Hill är en ort i Montgomery County i delstaten Pennsylvania, USA.